# Lessonia oreas
A Lessonia oreas a madarak (Aves) osztályának verébalakúak (Passeriformes) rendjébe és a királygébicsfélék (Tyrannidae) családjába tartozó faj.

## Rendszerezése
A fajt Philip Lutley Sclater és Osbert Salvin írták le 1869-ben, a Centrites nembe Centrites oreas néven.

## Előfordulása
Az Andok-hegységben, Argentína, Bolívia, Chile és Peru területén honos. Természetes élőhelyei a szubtrópusi vagy trópusi magaslati füves puszták, mocsarak, tavak, folyók és patakok környékén. Vonuló faj.

## Megjelenése
Átlagos testhossza 12,5 centiméter.

## Életmódja
Kisebb rovarokkal táplálkozik, melyet párban, vagy kisebb csapatban a talajon keresgél.

## Természetvédelmi helyzete
Az elterjedési területe nagyon nagy, egyedszáma pedig stabil. A Természetvédelmi Világszövetség Vörös listáján nem fenyegetett fajként szerepel.